# Jean Roize
Jean Roize je bio okcitanski tiskar i antologičar iz Aix-en-Provencea.
Podrijetlom je bio sa središnjeg sjevera Francuske, ali je bio provansalofona osoba.
Objavio je 1649. antologiju izreka La Bugado prouveçalo Vonté cadun l'y panouchon Enliassado de prouverbis, sentencis, similitudos e mouts per rire en Provençau, per A. B. C. Enfumado é coulado en un tineou de des sous per la lavar, sabourar, é eyssugar, coumo se deou. Očuvan je samo jedan primjerak tog djela.
1655. je objavio antologiju autora koji su pisali na okcitanskom (Lou coucho-lagno prouvençau).
Spominje se kao izdavač 1629.,
Okcitanski kritičar Robert Lafont za nj je izjavio "s'est pris d'amitié pour la littérature renaissante [en provençal]".
Živio je i radio sredinom srednje trećine 17. stoljeća.

## Vanjske poveznice
- Geneanet  Arhivirana inačica izvorne stranice od 20. veljače 2021. (Wayback Machine) Histoire de l'ancienne université de Provence, ou, Histoire de la fameuse Université d'Aix, d'après les manuscrits et les documents originaux. Auteur: Belin, F. (Ferdinand), b. 1837 "..Aix en 1626 par " Jean Roize, imprimeur ordinaire de la dicte University ". "